# ایوانگورود (باشقیرستان)
ایوانگورود (انگلیسی: Ivangorod, Republic of Bashkortostan) یک شهرک در شهرستان داولکانوفسکی در استان باشقیرستان کشور روسیه است.